# Цьвердзін
Цьвердзін (пол. Ćwierdzin, нім. Vorwalde) — село в Польщі, у гміні Вітково Гнезненського повіту Великопольського воєводства.
Населення — 252 особи (2011).
У 1975-1998 роках село належало до Конінського воєводства.

## Демографія
Демографічна структура станом на 31 березня 2011 року:
|          | Загалом | Допрацездатний вік | Працездатний вік | Постпрацездатний вік |
| -------- | ------- | ------------------ | ---------------- | -------------------- |
| Чоловіки | 124     | 36                 | 79               | 9                    |
| Жінки    | 128     | 33                 | 71               | 24                   |
| Разом    | 252     | 69                 | 150              | 33                   |